# Hans Eckstein
Johannes Eckstein, detto Hans (Lipsia, 15 dicembre 1908 – Lipsia, 13 marzo 1985), è stato un pallanuotista tedesco, vincitore di una medaglia d'argento all'olimpiade di Los Angeles 1932.